# میگوئل فله‌تا
میگوئل فِله‌تا (اسپانیایی: Miguel Fleta‎؛ ۲۸ دسامبر ۱۸۹۷ – ۲۹ مهٔ ۱۹۳۸) یک خوانندهٔ تنور اپرا اهل اسپانیا بود.
با آنکه دوران فعالیت هنری وی کوتاه بود، او را یکی از بزرگترین خوانندگان شبه‌جزیره ایبری در قرن بیستم میلادی می‌دانند.
برخی از مهمترین مراکز موسیقی دنیا که وی در آنها، برنامه اجرا می‌کرد، «لا اسکالا» در میلان (۱۹۲۶–۱۹۲۳) و «تالار اپرای متروپولیتن نیویورک» (۱۹۲۵–۱۹۲۳) بودند. او در سال ۱۹۲۶ میلادی، این افتخار را یافت تا به پیشنهاد و اصرارِ «آرتورو توسکانینی» (که در آن هنگام، رهبر ارکستر لا اسکالا بود) به جای شخصیت «شاهزاده خَلَف» در اولین اجرایِ اپرایِ «توران‌دخت» (اثرِ جاکومو پوچینی) هنرنمایی کند.
میگوئل فِله‌تا در سن ۴۰ سالگی و در اثر بیماری کلیوی درگذشت.